# Irelande Douze Pointe
Irelande Douze Pointe är en låt framförd av Dustin the Turkey. Låten var Irlands bidrag i Eurovision Song Contest 2008 i Belgrad i Serbien. Låten är skriven av Darren Smith och Simon Fine.
Bidraget framfördes i den första semifinalen den 20 maj och fick 22 poäng vilket gav en femtonde plats, inte tillräckligt för att gå vidare till finalen.
Det var första gången sedan 2005 och andra gången totalt som Irland inte gick vidare från semifinalen.